# Nigrin (Marke)
Nigrin (Eigenschreibweise NIGRIN) ist eine Marke für Produkte aus dem Bereich der Autopflege. Sie besteht seit über 125 Jahren, ursprünglich für Schuh- sowie Haushaltspflege, und ist eine der ältesten Autopflegemarken in Deutschland. Seit 1896 ist der Schornsteinfeger das Markenzeichen. Nigrin ist eine Marke der MTS MarkenTechnikService GmbH & Co. KG. Das Nigrin-Produktprogramm umfasst rund 400 Produkte in 19 unterschiedlichen Kategorien.

## Geschichte

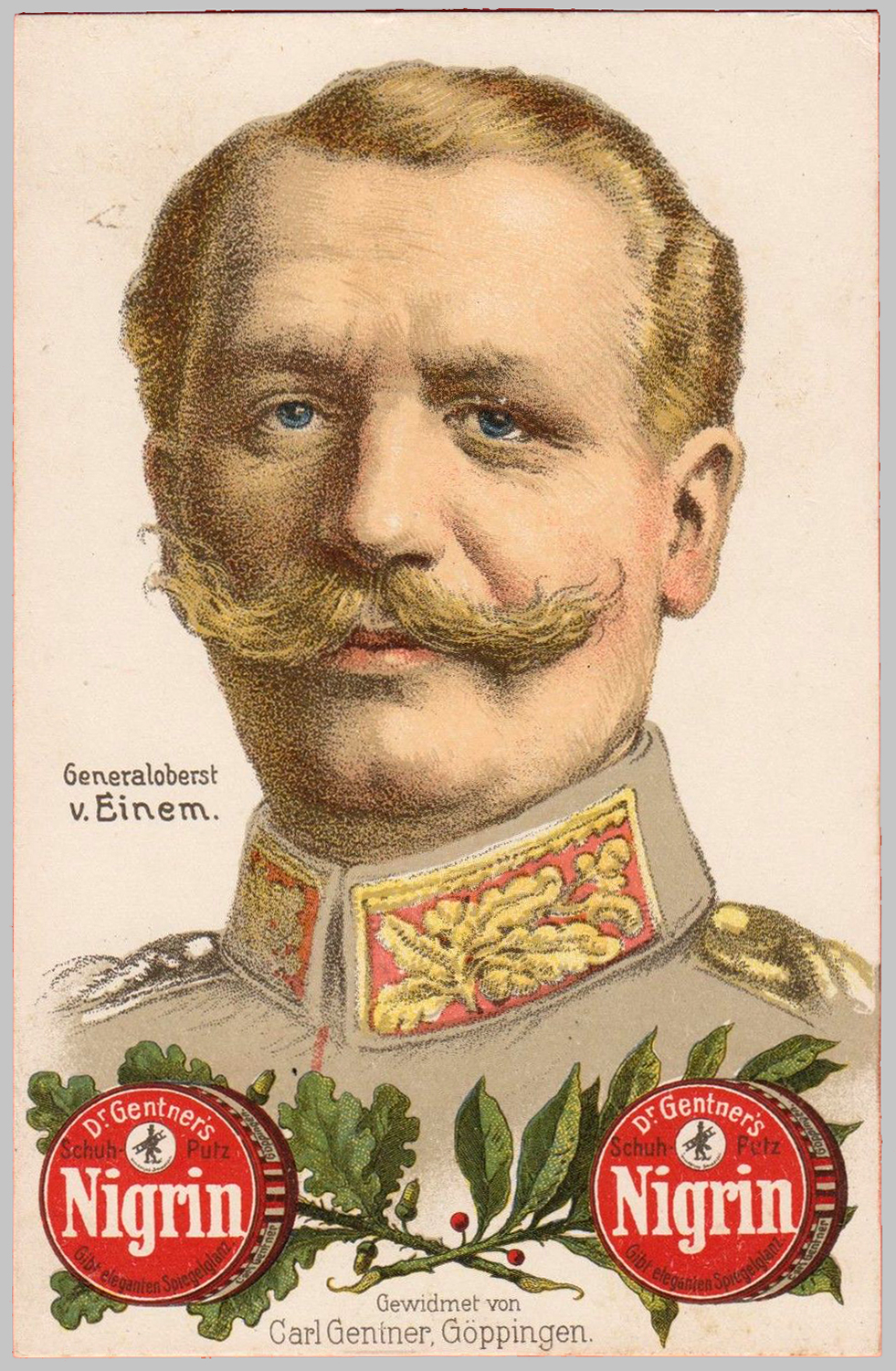
Postkarte Nummer 1 von Carl Gentner mit dem lithographierten Porträt des Generalobersts v. Einem über Eichenlaub – und zwei Dosen „Dr. Gentners Schuh-Putz Nigrin. Gibt eleganten Spiegelglanz“

Im Jahr 1884 wurde die Unternehmung Carl Friedrich Gentner in Göppingen gegründet. Sie stellte Produkte wie Bleichsoda, Raupenleim, Schnupfpulver, Pomade, Wasch- und Stärkemittel her. 1896 wird der Schornsteinfeger zum Markenzeichen erkoren und der Markenname Nigrin wird erstmals verwendet. 1901 wird der Markenname Nigrin für Lederpflegemittel beim deutschen Patent- und Markenamt eingetragen. Drei Jahre später, im Jahr 1904 folgt die Eintragung des als "Glücksbringer" geltenden Schornsteinfegers als Markenzeichen. Bis zum Zweiten Weltkrieg ist ein als Schornsteinfeger verkleideter Stelzengänger, der kleine Werbegeschenke verteilt, eine Attraktion auf deutschen Schulhöfen. Nicht zuletzt die Stelzgänger etablierten Nigrin als eine der bedeutendsten Schuhcrememarken der 1920er- bis 1940er-Jahre in Deutschland.
1963 wird in Deutschland das erste Nigrin Autopflegesortiment eingeführt – der Beginn der „jüngeren“ Erfolgsgeschichte von Nigrin als Spezialist rund um Optik, Schutz und Werterhalt „der Deutschen liebsten Kindes“... Ab 1972 wurde der Vertrieb der Nigrin Autopflegeprodukte im zweiten Vertriebsweg durch die Union Autozubehör GmbH & Co. KG in Landau übernommen. Nachdem im Jahre 1973 die Nigrin-Werke Carl Gentner Konkurs anmelden mussten, übernahm 1974 die Union Autozubehör GmbH & Co. KG die gesamten Produktionsrechte, Rezepturen sowie geschützte Warenzeichen aller Nigrin-Produkte und ist seitdem für die Qualitätssicherung und den Vertrieb der Nigrin-Produkte verantwortlich. 1980 wurde die erste Nigrin Autopflegeserie in der Schweiz eingeführt. Im Jahre 1982 wurde die Union Autozubehör GmbH & Co. KG umbenannt in Inter-Union Technohandel GmbH mit Sitz in Landau in der Pfalz. 1986 wurde die erste internationale Autopflegepalette von Nigrin in Österreich und Frankreich eingeführt. 1992 positionierte sich Nigrin als erste umweltgerechte Autopflege auf dem deutschen Markt. 2005 wurde die NanoTec Produktserie zur Veredelung von Lack-, Glas- und Polsteroberflächen eingeführt. 2007 wurden die Nigrin-Hybrid-Produkte für technische Pflege eingeführt. 2008 wurden die Evotec-Produkte vorgestellt. Seit 2011 tritt Nigrin mit dem Slogan „Nigrin Autopflege leicht gemacht“ am Markt auf.
2018 schlossen sich die Firmen Inter-Union und SPA Systempartner zur MTS-Group (MarkenTechnikService GmbH & Co KG) zusammen, mit 700 Mitarbeitern und 433 Millionen Euro Umsatz. Über Nigrin hinaus ist die Gruppe durch die Marken FISCHER Fahrrad, uniTEC und cartrend bekannt. Auch Lizenz- und Vertriebsmarken wie AEG, Bosch, Blaupunkt, Caramba, CAT, Goodyear, Mobil, Osram und Philips gehören zum Markenportfolio. Die Deutsche Bahn AG hält derzeit eine Mehrheit an dem Joint Venture.
Im Jahr 2018 hat Nigrin bei der gemeinsamen Leserwahl der Automagazine Tuning und VW Speed den Theo-Award in der Kategorie Pflegemittel gewonnen. Insgesamt hat Nigrin den Theo-Award viermal in Folge gewonnen, in den Jahren 2018, 2019, 2020 und 2021.

## Sortiment
Das Nigrin-Produktprogramm umfasst rund 400 Produkte in 19 unterschiedlichen Kategorien. Darunter fallen allerlei Pflegeprodukte für außen und innen, für Lack, Leder, Glas, Keramik, Kunststoffe und Metalle, für Oldies und Neuwagen, für Sommer und Winter, für zwei oder vier Räder, vom Mini bis zum Caravan, für Reparaturen an Karosserie, Auspuff und Unterboden oder die Instandhaltung von Motor und Technik u. v. m.
Produkte:
- MAD DOCs BURN BLASTER Felgenreiniger
- POWER Jubiläumsprodukte zum 125. Geburtstag
- smart 'n green nachhaltige Autopflege
- Black Label Premiumpflege
- Moto-Bike Pflegeserie
- u.v.m.

## Sponsoring
Neben dem Vertrieb von Autopflegemittel engagiert sich Nigrin auch im Sportsponsoring. Werte wie Teamgeist und Tatkraft, Leistungsbereitschaft und Leidenschaft sind dabei besonders im Fokus der Marke. Zu den namhaften Partnern gelten unter anderem die deutsche Handballnationalmannschaft der Herren und seit 2018 der Bob- und Schlittenverband für Deutschland (BSD), welchen Nigrin als Premium-Partner unterstützt.
Im Bereich Motorsport ist Nigrin Sponsor des CarTech-Porsche Teams (Porsche Sports Cup sowie Porsche Carrera Cup) und der Rennfahrer Rudy van Buren (World’s Fastest Gamer) und Sebastian Glaser (ProAm-Klasse). Darüber hinaus unterstützt Nigrin die Driftprofis (bekannt durch die Netflix-Show "Hyperdrive") Alex Gräff und seine Frau Corinna Gräff bei Arbeiten an den Fahrzeugen, bei Events, Messen und Shows.